# Misto granulare
Il misto granulare è quella parte della pavimentazione flessibile che scarica le sollecitazioni al terreno sottostante. È costituito da una miscela di materiali lapidei. Nella sovrastruttura stradale è impiegato per la costruzione di strati di base.
L'aggregato grosso, di regola costituito da frantumazione di rocce, a spigoli vivi o arrotondati, e l'aggregato fino, devono possedere caratteristiche richieste dalla normativa.
L'impresa deve comunicare alla Direzione Lavori la composizione dei misti granulari che intende adottare.
Tra le prove che vanno effettuate un'importanza particolare assume la prova di costipamento.